# 航空交通管制部

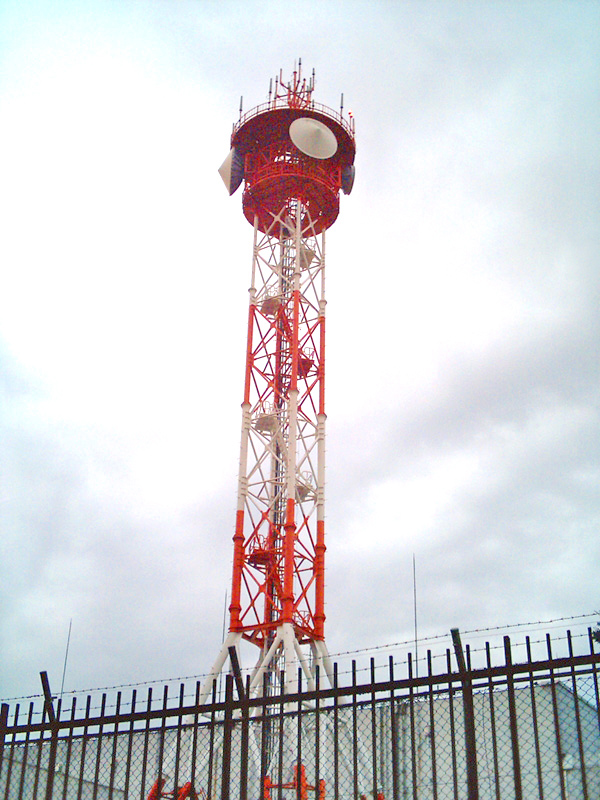
東京航空交通管制部の通信塔

航空交通管制部（こうくうこうつうかんせいぶ、英語: Area Control Center, ACC）は、国土交通省の地方支分部局である。部内の管制区管制所では、航空管制官が航空路（エンルート）管制業務を行っている。

## 概要

### 航空交通管制部等の一覧
日本を覆う福岡飛行情報区（福岡FIR）には、3つの航空交通管制部・3つの管制区管制所がある。それぞれの航空交通管制部は、管轄空域をさらに細分化したエリア（「セクター」とも）ごとに業務を行っている。航空交通管制部にはICAO空港コードが割り当てられている。東京ACCはRJTG、福岡ACCはRJDG、神戸ACCはRJBGである。
以下は2025年3月20日発効AIPによる。ここでは、33,500ft（約10km）より上を「高高度」、下を「低高度」と呼称する。

東京航空交通管制部 (東京ACC) - 埼玉県所沢市
セクター数15。北海道から愛知県および紀伊半島までの低高度陸上の航空路管制を担当する。
所沢航空記念公園内にあり、所沢航空発祥記念館が隣接する。
福岡航空交通管制部 (福岡ACC) - 福岡県福岡市東区
セクター数22。福岡FIR全域の高高度（コールサイン:福岡コントロール）と、洋上部の航空路管制（コールサイン:福岡コントロール、HF波コールサイン：東京）を担当する。
ICAO空港コードのRJDGのDGは、かつて管制部の所在地に存在した雁ノ巣飛行場（ブレディ飛行場）の航空無線標識局のコールサインDGに由来する。
神戸航空交通管制部 (神戸ACC) - 兵庫県神戸市西区
セクター数11。旧神戸航空衛星センターに、旧那覇ACCを移転する形で設置。2024年10月現在、北陸・上高地より西（紀伊半島除く）、沖縄本島の中央部より北の低高度陸上の航空路管制を担当する。分室として、沖縄県那覇市に神戸航空交通管制部那覇分室を設置。

#### 過去に存在した交通交通管制部・管制区管制所の一覧
那覇航空交通管制部(那覇ACC) - 沖縄県那覇市
セクター数3、ICAO空港コードRORG、那覇空港内に所在した。現在は那覇空港事務所第2庁舎として転用。
札幌航空交通管制部 (札幌ACC) - 北海道札幌市東区
セクター数3。ICAO空港コードRJCG。札幌飛行場に近接し、東北以北の航空路管制を担当していた。2024年4月に「新千歳空港事務所札幌分室」として転用。
航空交通管理センター (ATMC) - 福岡県福岡市東区
セクター数5。厳密には福岡航空交通管制部の一部局であり、主業務は福岡FIR内の情報提供・交通流制御、洋上可変航空路（太平洋編成経路システム）の設定を行うが、管制区管制所として北西太平洋上・フィリピン海の洋上管制を行っていた。2024年6月13日に洋上管理セクターを福岡ACCに移管したが、ATMCによる交通流制御は継続している。

### 業務内容
航空交通管制部では、国土交通省によって任用されている航空管制官が24時間体制で航空路（エンルート）管制業務を行っているほか、技術面のサポートにあたる航空管制技術官も勤務している。管制官は、航空路管制処理システム (TEPS)を用いてレーダー画面上の航空機と航空無線で交信する。
各セクターごとに管制官がペアとなって配置され、1人はパイロットと交信して指示を出す「レーダー対空席」、1人は空港など他の機関と調整をする「調整席」を担当する（すなわち、22セクターある東京ACCの場合は44人程度の管制官が業務にあたる）。集中力を維持するため、この座席はペア同士で30分ごとに交代する。また午前と午後で異なるセクターを担当することが多い。

## 日本における管制区管制所の再編
現状では、空域を4ブロックに分け、高度に関係なく当該空域を通過するすべての航空機に対して管制している。しかし、格安航空会社などの便数が増え、管制能力が限界に近づいているため、国土交通省は管制空域を再編することを決定した。この再編により、年間180万機が限界の現状より10%多い200万機に対応できるとしている。
この再編計画によると、札幌・東京・福岡・那覇にある航空交通管制部およびATMCは、東京・神戸（新設）・福岡の3箇所に再編（那覇を神戸に移転・改称。札幌は廃止。ATMCは洋上管制業務のみの移管）され、東京・神戸の2箇所では東日本・西日本の低高度（上空10km：33,500Ft未満）の管制を担当する。そして、高高度（上空10km：33,500Ft以上）の管制、および洋上の管制を福岡が一括して担当する。再編により、管制官にとって繁雑な指示を要する航空機、すなわち、離陸後高高度を目指す航空機や、高高度から着陸態勢に入る航空機に対しては、東京・神戸の管制官が集中して扱うことができる。一方、日本上空を通過するだけの航空機は福岡が一貫して担当することになる。いずれにとっても交信の回数が減ることになり、1人あたりの管制官が扱える航空機数は増加すると見込まれている。また、上下分離により、進入管制区の拡大が可能となるため、ターミナル管制においても扱える航空機数が増えることとなる。
また、廃止になる予定の札幌・那覇に関しては、ターミナルレーダーの拡大・再編による広域ターミナル管制施設に転用予定とされ、旧札幌航空交通管制部は「新千歳空港事務所札幌分室」として、旧那覇航空交通管制部は「神戸航空交通管制部那覇分室」「那覇空港事務所第2庁舎」として利用されている。
以下は再編の概略である。
- 2018年10月：那覇ACCの人員が神戸ACCに移転し業務移管。
- 2020年11月：福岡ACCを33,500ftを境に上下分離。
- 2021年1月・2月：福岡ACC低高度を順次神戸ACCに移管。
- 2021年12月：神戸ACCを33,500ftを境に上下分離。
- 2022年2月：神戸ACCの高高度を福岡ACCに移管。
- 2023年6月：東京ACCのうち、神戸ACCに移管する空域を33,500ftを境に上下分離。高高度を福岡ACCに移管。
- 2024年2月：東京ACCの移管予定空域を神戸ACCに移管。
- 2024年3月：札幌ACCの空域を33,500ftを境に上下分離。札幌ACCの高高度および洋上を福岡ACCに移管。
- 2024年4月 - 札幌ACCの広域セクターをターミナル空域管制に切り替え。
- 2024年6月 - 東京ACC（首都圏周辺部を除く）の空域を33,500ftを境に上下分離。同時にATMCの洋上管理セクターを福岡ACCに移管。
- 2024年10月 : 札幌ACCの低高度を東京ACCに移管、札幌ACCを廃止。順次、東京ACCの高高度を福岡ACCに移管。
- 2025年3月：東京ACCの首都圏周辺部の空域を33,500ftを境に上下分離。高高度を福岡ACCに移管。これをもって管制区管制所の再編を完了。